# 50e cérémonie des National Society of Film Critics Awards
La 50e cérémonie des National Society of Film Critics Awards (NSFC Awards), décernés par la National Society of Film Critics, a eu lieu le 3 janvier 2016, et a récompensé les films réalisés l'année précédente.

## Palmarès

### Meilleur film
1. Spotlight
2. Carol
3. Mad Max: Fury Road

### Meilleur réalisateur
1. Todd Haynes pour Carol
2. Tom McCarthy pour Spotlight
3. George Miller pour Mad Max: Fury Road

### Meilleur acteur
1. Michael B. Jordan pour le rôle de Adonis « Donnie » Johnson Creed dans Creed : L'Héritage de Rocky Balboa (Creed)
2. Géza Röhrig pour le rôle de Saul dans Le Fils de Saul (Saul fia)
3. Tom Courtenay pour le rôle de Geoff Mercer dans 45 ans (45 Years)

### Meilleure actrice
1. Charlotte Rampling pour le rôle de Kate Mercer dans 45 ans (45 Years)
2. Saoirse Ronan pour le rôle d'Eilis Lacey dans Brooklyn
3. Nina Hoss pour le rôle de Nelly dans Phoenix (film, 2014)

### Meilleur acteur dans un second rôle
1. Mark Rylance pour le rôle de Rudolf Abel dans Le Pont des espions (Bridge of Spies)
2. Michael Shannon pour le rôle de Rick Carver dans 99 Homes
3. Sylvester Stallone pour le rôle de Rocky Balboa dans Creed : L'Héritage de Rocky Balboa (Creed)

### Meilleure actrice dans un second rôle
1. Kristen Stewart pour le rôle de Valentine dans Sils Maria
2. Alicia Vikander pour le rôle d'Ava dans Ex Machina
3. (ex æquo) Kate Winslet pour le rôle de Joanna Hoffman dans Steve Jobs et Elizabeth Banks pour le rôle de Melinda Ledbetter dans Love and Mercy

### Meilleur scénario
1. Spotlight – Tom McCarthy et Josh Singer
2. (ex æquo) Anomalisa – Charlie Kaufman et The Big Short : Le Casse du siècle (The Big Short) –  Adam McKay et Charles Randolph

### Meilleure photographie
1. Carol – Ed Lachman
2. The Assassin – Mark Lee Ping-bin
3. Mad Max: Fury Road – John Seale

### Meilleur film en langue étrangère
1. Timbuktu  France
2. Phoenix  Allemagne
3. The Assassin  Taïwan

### Meilleur film documentaire
1. Amy
2. In Jackson Heights
3. Seymour: An Introduction

### Film Heritage
- La Film Society of Lincoln Center, Jake Perlin et Michelle Materre pour les séries Tell It Like It Is: Black Independents in New York, 1968-1986
- The Criterion Collection et L'Immagine Ritrovata pour la restauration et le packaging de la version restaurée de The Apu Trilogy de Satyajit Ray
- L'association Chaplin pour la supervision de la restauration numérique des films de Charlie Chaplin

### Dédicace
- Richard Corliss